# Kirsten Dehlholm
Kirsten Dehlholm, född 5 april 1945 i Vejle, död 10 juli 2024, var en dansk teaterregissör och bild- och performancekonstnär.

## Biografi
Kirsten Dehlholm utbildade sig till textilkonstnär vid Kunstakademiets Designskole 1966–1969. Under några år verkade hon som scenograf hos den fria teatergruppen Rimfaxe. 1977 var hon med och bildade konstnärskollektivet Billedstofteatret och 1985 bildade hon gruppen Hotel Pro Forma vars konstnärliga ledare hon varit sedan dess. Hennes utgångspunkt som regissör är bildkonsten och känslan för rummet och hon har samarbetat med arkitekter, författare och kompositörer när hon skapat sina uppsättningar i gränslandet mellan teater, performance och installation. Hotel Pro Formas uppsättningar äger ofta rum i vardagliga miljöer där gränsen mellan scen och salong är upplöst. Kirsten Dehlholm som räknas till de främsta förnyarna av dansk teater har även regisserat på Det Kongelige Teater i Köpenhamn och lett seminarier om tolkning av klassiker på olika teaterutbildningar. Bland utmärkelser hon tilldelats kan nämnas Kjeld Abell-prisen 1989, Eckersbergmedaljen 1994 och Årets Reumert 2012.

## Gästspel och regi i Sverige
- 1994 Snehvides billede efter bröderna Grimm & Oscar Wildes Dorian Grays porträtt, gästspel av Hotel Pro Forma på Riksteatern
- 1994 Operation: Orfeo, musik John Cage, Bo Holten & Christoph Willibald Gluck, gästspel av Hotel Pro Forma på Göteborg Dans & Teater Festival (opera)
- 1998 Dubbelyxans hus/XX, gästspel av Hotel Pro Forma på Dramaten
- 2000 jesus_c._odd_size, gästspel av Hotel Pro Forma på Malmö högskola
- 2003 Calling Clavigo efter Johann Wolfgang von Goethes Clavigo, gästspel av Hotel Pro Forma på Kulturhuset, Stockholm
- 2010 Tomorrow in a Year, gästspel av Hotel Pro Forma på Dansens hus, Stockholm, regi Ralf Richardt Strøbech & Kirsten Dehlholm, av och med The Knife
- 2016 Kosmos+, Uppsala stadsteater / Hotel Pro Forma